# Ratpenat del Japó
El ratpenat del Japó (Myotis pruinosus) és una espècie de ratpenat de la família dels vespertiliònids que només es troba al Japó.